# Ley Matampi
Ley Matampi (sinh ngày 18 tháng 4 năm 1989) là một cầu thủ bóng đá người Congo thi đấu ở vị trí thủ môn.

## Danh hiệu
TP Mazembe
Vô địch
- Linafoot (2): 2012, 2013

Á quân
- Cúp Liên đoàn bóng đá châu Phi: 2013